# Juan Melis
Juan Melis (Ulapes, 3 de junio de 1912-San Juan, 9 de mayo de 1965) fue un político e ingeniero argentino, perteneciente al Partido Justicialista, que ocupó el cargo de Gobernador de La Rioja entre el 4 de junio de 1952 y 22 de septiembre de 1955, cuando es derrocado por la autoproclamada Revolución Libertadora.

## Trayectoria
Si bien había nacido en Ulapes, provincia de La Rioja, se radicó en la ciudad de San Juan.
En esta ciudad participó de las tareas de reconstrucción tras el terremoto de 1944. En aquella ocasión, conoció a Juan Domingo Perón. Posteriormente, fue Ministro de Reconstrucción de San Juan, de Ruperto Godoy. El mismísimo Perón, ya como presidente, le pidió a Melis que aceptara postularse para gobernar La Rioja, tras el fin del mandato de Enrique Zuleta en 1952, quien también trabajó en los trabajos de San Juan.
Durante su gestión promoverá y se protegerá las actividades privadas de carácter industrial, comercial y profesional destinadas a estimular el Turismo regional o local, reglamentados su acción teniéndolos en cuenta los intereses económicos sociales de la comunidad. Se apoyará la creación de centros de atracción turística como así mismo se ampliarán las zonas de turismo en las diferentes regiones de la provincia y en especial en las de menores recursos. Se fomentará la construcción de hoteles, hosterías y campamentos propicios para el alojamiento y desplazamiento de turistas, a cuyos efectos se coordinará esta labor con la que desarrolle el Gobierno de la Nación mediante el crédito bancario.
Se estimulará el turismo destinado a posibilitar a la clase trabajadora el acceso y conocimiento de las principales regionales provinciales y nacionales. Sería derrocado tras golpe de Estado autotitulado "Revolución Libertadora" proscribiendo al peronismo de sus funciones tanto nacionales como provinciales. El gobierno provincial (La Rioja) fue intervenido por el coronel Horacio  Uliarte.